# Jens Jørgen Fleischer
Jens Jørgen „Ono“ Fleischer (* 12. Dezember 1948 in Ilimanaq) ist ein grönländischer Hundeschlittenführer, Expeditionsreisender und Autor.

## Leben
Ono Fleischer wurde 1948 in Ilimanaq, nach anderen Quellen in Aasiaat geboren. Seine Eltern waren der Handelsangestellte Johan Fleischer und dessen Frau Pauline († 1999). Mit neun Jahren bekam er seine ersten Schlittenhunde. Er schloss 1969 eine Ausbildung zum Schiffszimmermann ab. 1975 fuhr er alleine die 1200 km lange Strecke zwischen Ilulissat und Qaanaaq mit dem Hundeschlitten ab. 1979 war Mitglied der Gedenkreise für Knud Rasmussen. 1989 schloss er eine weitere Ausbildung zum Lehrer ab. Um Kontakt zwischen den einzelnen Volksgruppen der Inuit zu schaffen, begann Ono lange Reisen zu unternehmen. 1992 fuhr er zusammen mit Jens Danielsen nach Utqiaġvik in Alaska, 1998 fuhr er nach Kuujjuaq in Kanada, 2000 von Ikpiarjuk nach Arviat und dann von Puvirnituq nach Kuujjuaq und zurück. 2001 erhielt er einen Herzschrittmacher. Dennoch fuhr er 2006 von Kangerlussuaq nach Isertoq und überquerte dabei das Inlandseis, um seine Frau Karo Thomsen zu heiraten. Während seiner Reisen legte er über 20.000 km auf dem Hundeschlitten zurück und gilt als moderner Knud Rasmussen, der der Cousin seines Großvaters war.
Für seine videodokumentierte Reise 1992 erhielten er und Jens Danielsen 1993 den Grönländischen Kulturpreis. 2008 veröffentlichte er das Buch Naggueqatikka tikippakka (übersetzt ins Dänisch: Jeg besøgte mine stammefrænder i vest og i øst). 2019 produzierte die Universität von Grönland, Danmarks Naturhistoriske Museum und die Universität Kopenhagen den dokumentarischen Kurzfilm Angalatooq – The Traveller über Ono Fleischers Reisen als Teil ihrer Reihe Qimmeq zur Geschichte der Schlittenhunde. Er hat zudem Nebenrollen in den Filmen Fräulein Smillas Gespür für Schnee (1997) und Lysets hjerte (Qaamarngup uummataa; 1998) eingenommen.